# 黃家達
黃加達（英語：Carter Wong，1946年3月22日—），動作片演員，精通武術，八卦掌、空手道、合氣道，擅長八卦掌，於1970年代參與導演郭南宏執導的數部功夫影片，少林寺十八銅人為代表作；1984年前往美國開設武館，並赴荷里活發展，拍攝多部動作片，憑《妖魔大鬧小神州》奪得南加州電影協會最佳演員獎，並曾在《第一滴血3》擔任史泰龍的動作指導，至近年仍不時有作品演出。

## 出身
起初在香港擔任警隊教授空手道和八卦掌。

## 電視作品
- 1979年 無線電視 《英雄無淚》飾 朱猛
- 1989年 台視《中國民間故事~豹子頭林沖》飾林沖
- 1989年 台視《中國民間故事~方世玉與洪熙官》飾洪熙官
- 1989年 台視《中國民間故事~血滴子》飾雍正帝胤禎

## 電影作品
- 1965年《鐵金剛海空奪寶》
- 1967年《空中女殺手》
- 1967年《黑殺星》
- 1967年《無敵女殺手》
- 1969年《小武士》
- 1969年《艷俠紅玫瑰》
- 1969年《江湖第一劍》
- 1976年《八百壯士》
- 1976年《少林寺十八銅人（英语：18 Bronzemen）》
- 1976年《雍正大破十八銅人》
- 1976年《火燒少林寺》
- 1972年《合氣道》
- 1973年《抬拳震九州》
- 1974年《黃飛鴻少林拳》
- 1974年《中泰拳壇爭霸戰》
- 1977年《決殺令》
- 1977年《天龍八部》
- 1978年《洪拳小子》
- 1978年《臭頭小子》
- 1978年《中華丈夫》
- 1979年《茅山殭屍拳》
- 1980年《少林英雄》
- 1983年《掌門人》
- 1984年《少林小子》
- 1986年《妖魔大鬧唐人街》

## 外部連結
- 黃家達在互联网电影资料库（IMDb）上的資料（英文）